# Homophileurus tricuspis
Homophileurus tricuspis är en skalbaggsart som beskrevs av Heinrich Bernward Prell 1914. Homophileurus tricuspis ingår i släktet Homophileurus och familjen Dynastidae. Inga underarter finns listade i Catalogue of Life.